# Sedum drymarioides
Sedum drymarioides là một loài thực vật có hoa trong họ Crassulaceae. Loài này được Hance miêu tả khoa học đầu tiên năm 1865.